# Tarvastu kommun
Tarvastu vald är en kommun i Estland.   Den ligger i landskapet Viljandimaa, i den södra delen av landet, 150 km söder om huvudstaden Tallinn. Antalet invånare är 4 216. Arean är 409 kvadratkilometer.
Terrängen i Tarvastu vald är platt.
Följande samhällen finns i Tarvastu vald:
- Mustla
- Soe
- Suislepa
- Kärstna
- Villa
- Anikatsi
- Pahuvere
- Mõnnaste
- Tinnikuru
- Ülensi
- Väluste